# Diplectrona bidens
Diplectrona bidens är en nattsländeart som beskrevs av Georg Ulmer 1930. Diplectrona bidens ingår i släktet Diplectrona och familjen ryssjenattsländor. Inga underarter finns listade i Catalogue of Life.